# Robert, hertig av Chartres
Robert, hertig av Chartres Philippe Louis Eugène Ferdinand, prins av Orléans, hertig av Chartres, född 9 november 1840 på Tuileriepalatset i Paris, död 5 december 1910 på Chateau de St. Firmin, var yngre son till Ferdinand Filip av Orléans och Helena av Mecklenburg-Schwerin.
Robert av Chartres deltog på unionssidan i det nordamerikanska inbördeskriget och fick efter fransk-tyska kriget 1871 inträde i armén, och blev 1878 överste.

## Familj
Robert var från 1863 gift med sin kusin prinsessan Françoise av Orléans (1844–1925).
Barn:
- Marie av Orléans Marie Amélie Françoise Hélène (1865–1909); gift med prins Valdemar av Danmark (1858–1939)
- Robert Louis Philippe Ferdinand François Marie (1866–1885)
- Henri Philippe Marie (1867–1901)
- Marguerite Louise Marie Françoise (1869–1940); gift 1896 med Marie Armand Patrice Mac-Mahon, hertig av Magenta (1855–1927)
- Jean, hertig av Guise Jean Pierre Clément Marie, Duc de Guise; (1874–1940), han blev fransk tronpretendent och överhuvud för linjen Orléans efter sin kusins Ludvig Filip Robert, hertig av Orléans död 1926, gift i Twickenham 30 oktober 1899 med Isabelle, prinsessa av Orléans (1878–1961).